# Конрад фон Геминген
Конрад фон Геминген (на немски: Konrad von Gemmingen; † 1463) е благородник от стария алемански рицарски род Геминген в Крайхгау в Баден-Вюртемберг. Той е фогт на Бретен и „ганербе“ във Видерн.
Той е син на Дитрих IV фон Геминген († 1414) и първата му съпруга Елз фон Заксенхайм († ок. 1389 в Геминген), дъщеря на Бернолд фон Заксенхайм и Елизабет Гьолер фон Равенсбург. Баща му Дитрих IV фон Геминген се жени втори път ок. 1391 г. за Елз фон Франкенщайн. Брат е на Дитер V фон Геминген († пр. 1428), основател на I. линия Геминген-Щайнег, и полубрат на Ханс Богатия фон Геминген († 1490), основател на II. линия Геминген-Гутенберг.
През 1415 г. Конрад и брат му получават владенията на баща им. През 1422 г. той помага с други от фамилията на епископ Рабан от Шпайер против град Шпайер.През 1425 г. Конрад, брат му Ханс и племенникът им Дитер фон Геминген (1398 – 1478) сключват договор за подялба.
Гробната му плоча се намира в градината на дворец Геминген.

## Фамилия
Конрад се жени за Маргарета фон Вайнгартен († 1464), която от първия си брак с Райнхард Хофварт фон Кирххайм донася в брака една четвърт от наследството на „ганербе фон Видерн“. Двамата са погребани в Геминген. Те имат децата:
- Вендел († 1468)
- Дитрих († 1482), женен за Маргарета фон Зикинген († 1494); имат две дъщери